# Chelonus brasiliensis
Chelonus brasiliensis är en stekelart som beskrevs av Charles Thomas Brues 1912. Chelonus brasiliensis ingår i släktet Chelonus och familjen bracksteklar. Inga underarter finns listade i Catalogue of Life.